# Målinriktade cancerläkemedel
Målinriktade cancerläkemedel är en relativt nyutvecklad metod för att behandla cancer. Den här metoden att behandla cancer blir mycket effektiv eftersom den fokuserar på de förändringar hos molekylerna och cellerna som är specifika för cancern, till skillnad från de tidigare cancerbehandlingarna kirurgi, cellgifter och strålbehandling. Målinriktade cancerläkemedel förväntas dessutom ha en mindre negativ påverkan på kroppens normala och nyttiga celler än de föregående cancerbehandlingarna.

## Funktion
De målinriktade cancerläkemedlen fungerar genom rikta in sig på områden hos olika stadier av cancern så som utveckling, tillväxt och spridning.

### Blockering av receptorer samt enzymer

Imatinibs mekanism

När läkemedlet blockerar olika receptorer eller enzymer i tumörer så hämnas cellernas funktioner och reducerar förutsättningarna för cancerns överlevnad och spridning. Denna typ av målinriktat cancerläkemedel används bland annat vid hormonpåverkade tumörer, exempelvis prostatacancer och bröstcancer. För behandling av bröstcancer används det målinriktade cancerläkemedlet Tamoxifen. Vissa bröstcancertumörer är hormonberoende för sin tillväxt. Genom att blockera östrogenreceptorn med Tamoxifen så förhindras tumörtillväxten.
Några andra målinriktade läkemedel av den här typen är Imatinib (Glivec), Erlotinib (Tarceva) och Gefitinib (Iressa). Glivec är godkänt för behandling av Gastrointestinala stromacellstumörer (GIST) i  magsäckscancer, tjocktarmscancer och tunntarmscancer samt kronisk myeloisk leukemi. Erlotinib och Gefitinib används vid behandling av avancerad lungcancer, framför allt när mutationer påvisats i Epidermal tillväxtfaktorreceptor (EGFR).

### Apoptos
Vissa sorter målinriktade cancerläkemedel orsakar en programmerad celldöd hos cancercellerna. Läkemedlen utför detta genom att inverka på proteiner, påverka DNA och påverka cellernas ämnesomsättning. Detta sätt att attackera cancern används vid ett antal tumörformer.
Ett sådant läkemedel är Bortezomib (Velcade) som används vid behandling av benmärgscancer. Bortezomib fungerar genom att det hämmar proteasom för cancercellerna.

### Angiogeneshämning
Genom hämning av blodkärlsbildningen i cancercellerna bildas det en syrefattig miljö och näringsbrist i tumören. På detta sätt påverkas förutsättningarna för tumören att växa och spridas. Den här metoden av cancerbehandling har visat effekt på fler olika sorters tumörer. Ett exempel på läkemedel i denna grupp är Bevacizumab (Avastin).

### Bioterapi
För att bekämpa eller förhindra tumörutvecklingen används läkemedel som liknar och utnyttjar kroppens egna försvarssystem. Kroppens eget immunförsvar aktiveras och förstärks samtidigt som det blir inriktat mot tumören.
Några av dessa läkemedel är monoklonala antikroppar som blir inriktade mot tillväxtfaktorer eller ytstrukturer på tumörceller. Vacciner är en annan form av bioterapi. Gardasil är ett exempel på ett cancervaccin. Vaccinet skyddar mot humant papillomvirus (HPV) som i majoriteten av fallen är orsaken till livmoderhalscancer.

## Utveckling och vidare forskning
Vanligen brukar olika cancerformer kategoriseras efter de organ som drabbats. Men idag ser forskare istället sjukdomen ifrån den specifika defekt i cellerna som är huvudorsaken till cancern. När kunskapen om de molekylära mekanismerna bakom cancern ökar så blir det lättare för forskare att ta fram preparat mot en sådan defekt. Olika defekter blir mål för olika målinriktade cancerläkemedel. Än så länge befinner sig de flesta målinriktade cancerläkemedlen i preklinisk fas men många är redan godkända och forskare arbetar hårt för att utveckla fler målinriktade cancerläkemedel. Bara sedan år 2000 har det kommit ett femtontal nya målinriktande cancerläkemedel. I nuläget är flera hundra olika målinriktade cancerläkemedel under utveckling och om några år kan det vara flera tusen substanser som testas. Det potentiella antalet störningar som blir målet för dessa målinriktade mediciner är mycket stort.
Det som gör cancersjukdomar så komplicerade är att tumörerna ofta består av en heterogen samling celler. Ungefär 80 procent består av en specifik mutation och resterande 20 procent består av andra mutationer. Genom att använda ett målinriktat läkemedel mot de dominerande cancercellerna så krymper tumören först. Men när de cancercellerna har dött finns det fortfarande andra cancerceller kvar som måste behandlas med andra metoder. Forskare studerar användningen av de målinriktade cancerläkemedlen ensamma, tillsammans med andra målinriktade cancerläkemedel eller tillsammans med andra cancerbehandlingar.
Kombinationsbehandlingarna av målinriktade cancerläkemedel och andra cancerbehandlingar kommer troligen betyda att behandlingen av cancer blir unik för varje enskild patient, vilket kommer innebära högre krav på medicinsk diagnostik. Läkemedelsföretag kommer att få högra krav på sig att utveckla fler gentester för att identifiera vilka patienter som har god chans att svara på behandlingen.
Den här skräddarsydda behandlingen för patienter innebär behandlingsvinster med mindre biverkningar än tidigare. Samtidigt medför den nya tekniken vissa nackdelar. Användningsområdet för varje medicin krymper och i vissa fall verkar det målinriktade cancerläkemedlet endast på en liten grupp patienter. På grund av att det är mindre efterfrågan på ett specifikt preparat blir det ekonomiskt svårt för läkemedelsföretagen att driva produktionen av produkten. Kostnaderna gör också det svårare för sjukhusen att ha rätt målinriktat läkemedel just vid behov av det. Utvecklingen av de förfinade gentesterna är också kostsamma. Idag kostar ett målinriktat läkemedel 20 000-50 000 kronor per behandlingsmånad. Sedan tillkommer kostnaderna för andra kompletterande cancerbehandlingar samt gentester. De nya målinriktade cancerläkemedlen måste tas under en lång tid, ibland resten av livet, medan cytostatika kan tas under begränsade tidsperioder.